# Alphonsea elliptica
Alphonsea elliptica Hook.f. & Thomson – gatunek rośliny z rodziny flaszowcowatych (Annonaceae Juss.). Występuje naturalnie w Malezji oraz Indonezji. 

## Morfologia
PokrójZimozielone drzewo dorastające do 24 m wysokości. Korona jest stożkowa i zwarta. Kora jest spękana i ma ciemnoszarą barwę.
LiścieMają kształt od eliptycznego do podłużnego. Mierzą 6,5–14,5 cm długości oraz 3–6 szerokości. Są skórzaste. Wierzchołek jest ostry. Ogonek liściowy jest nagi i dorasta do 3 mm długości.
OwoceZebrane po 2–6 w owocostanach. Owoce mają podłużny kształt i osiągają 4–7,5 mm długości.